# Bromma kommunala flickskola
Bromma kommunala flickskola var en flickskola på Alviksvägen 97 i stadsdelen Äppelviken, vid gränsen till Smedslätten i Bromma under åren 1939–1968.

## Verksamheten
Flickskolans verksamhet började i den privata Äppelvikens real- och elementarskola vid Drömstigen 32 i Smedslätten i Bromma. I lokalerna vid Alviksvägen 97 som senare blev Bromma kommunala flickskola var det från första början en elementarskola som grundades 1920 som Smedslättens folkskola. Den ursprungliga privata skolan uppfördes 1924 efter ritningar av arkitekt Georg A Nilsson (1871–1949). Byggnaden låg alldeles nära gränsen till Äppelviken. De 25 barnen gick i elementarklasserna. De klasserna motsvarar våra dagars tredje och fjärde klass. Förberedande klasserna läste ännu i hemmen.  År 1933 hade skolan 235 elever. År 1934 fick skolan, som numera var enbart för flickor, rätt till normalskolekompetens. I juni 1935 kunde den första "flickåttan" hämta avgångsbetygen. Vid den tiden var flickskolan åtta klasser. Senare ändrades utbildningen och byggde på fjärde klass i folkskolan och flickskolan blev sju klasser. När skolan fick en tillbyggnad av sten 1936–1937 tänkte man riva den gamla träbyggnaden och bygga nya, moderna lokaler. Så blev det inte. I juli 1939 övergick skolan till kommunen. I skarven mellan folkskolan och pojkläroverken kom de flesta flickskolorna i Sverige till och då var det statliga stödet dåligt, flickskolorna hade tidigare drivits med hjälp av avgifter från elevernas familjer. Man frågade sig om staten skulle ta ansvar också för flickornas utbildning på samma sätt som för pojkarnas och frågan var också om vilken teoretisk utbildning flickorna skulle få. I flera skrifter betonades vikten av humanistisk bildning för flickor.
Den kommunala flickskolans första egna byggnad vid Alviksvägen 97 öppnades i september 1941. Skolan, ritad av arkitekt Paul Hedqvist, sammanfogades med Smedslättens gamla folkskola, nuvarande Äppelviksskolan. Bromma kommunala flickskola fungerade som flickskola åren 1939–1968, där eleverna i den avgående klassen avslutade sina studier med normalskolekompetens. Under drygt 100 år existerade skolformen flickskola och under den tiden utbildades många av de kvinnor som gjort bestående avtryck i historien. Under 1950-talet började flickskolorna avvecklas. Samskoletanken slog igenom och det blev omodernt att utbilda flickor och pojkar var för sig. De privata flickskolorna kommunaliserades 1939 och Bromma kommunala flickskola existerade fram till 1968, då flickskolorna upphörde. Flickskolan lades ner 1968, och skolan bytte namn till Äppelviksskolan och blev en högstadieskola för grundskolans årskurser 6-9. 1968 blev den sista årskullen som gick ut Bromma kommunala flickskola med normalskolekompetens i nuvarande Äppelviksskolans lokaler. Därefter anpassades skolans lokaler till den kommunala grundskolan, Äppelviksskolan.

## Skolbyggnaden
Skolbyggnaden på Alviksvägen 97 fungerade som folkskola under åren 1924–1939. År 1939 byggdes den gamla folkskolan i Smedslätten in i det som idag är Äppelviksskolan, men som mellan 1939 och 1964 var Bromma kommunala flickskola. En del av den äldre folkskolan från 1924, som var ritad av Georg A. Nilsson, byggdes sålunda 1940–1941 in i den nya skolbyggnaden. Skolans huvudbyggnad, som tillkom 1941, ritades av Paul Hedqvist och uppfördes 1941–1942  som Bromma kommunala flickskola, med adress Alviksvägen 97, 99 och 101. Det var den östra flygeln av den gamla folkskolan som byggdes in i den nya skolbyggnaden (nuvarande Äppelviksskolan). Den avlånga flygelbyggnaden och idrottsavdelningen med gymnastiksal tillkom 1942 och ritades också av arkitekt Paul Hedqvist.
I årsredogörelserna, som finns i Stockholms stadsarkiv (serie B 2), finns uppgifter om skolans verksamhet, organisation, lärare med mera. Vid nedläggningen vårterminen 1968 överfördes en del handlingar från flickskolans sista tid till Äppelviksskolan (Äppelvikens rektorsområde), öppnad som högstadieskola i flickskolans byggnad höstterminen 1968.